# Ilie Stan
Ilie Stan (n. 17 octombrie 1967, Pogoanele, România) este un fotbalist român retras din activitate, care a jucat pe post de mijlocaș la echipe ca Steaua București, Gloria Buzău și Hapoel Tzafririm⁠(d). Pe plan internațional, are prezențe la națională pentru România. După încheierea carierei, a devenit antrenor, și antrenează în prezent pe Gloria Buzău.
Ca fotbalist, a cunoscut consacrarea la Steaua București pentru care a jucat nouă sezoane. Cu Steaua a evoluat în finala Cupei Campionilor Europeni din 1989, pierdută în fața echipei italiene AC Milan. A mai jucat în Belgia, Cipru și Israel.

## Cariera de jucător
Stan și-a început cariera la Gloria Buzău, unde a fost promovat la prima echipă în 1985 și a avut prima apariție în Divizia A pe 27 octombrie 1985. A devenit titular la Gloria, dar nu a putut evita retrogradarea la sfârșitul sezonului 1986/87. A părăsit clubul în pauza de iarnă si a semnat un contract cu campioana Steaua București pe 4 ianuarie 1988. A jucat rar în sezonul 1987/88, având doar două prezențe într-un sezon încheiat cu un nou titlu de campioană. A fost folosit mai frecvent în următoarele două sezoane. A avut o scurtă apariție când echipa a câștigat finala cupei în 1989.
După Revoluția din 1989, cei mai buni jucători au părăsit țara și s-au alăturat cluburilor de top vest-europene. Ilie Stan a rămas la Steaua și a devenit golgheter. Cu 20 de goluri în sezonul 1992/93, a avut cel mai bun sezon al carierei, fiind depășit doar de coechipierul său Ilie Dumitrescu. În acest timp, a câștigat campionatul de trei ori în 1993, 1994 și 1995.
În vara anului 1995, Stan și-a părăsit România și s-a mutat la Cercle Brugge în prima ligă belgiană, unde a ajuns în 1996 în finala Cupei Belgiei. În sezonul următor, echipa sa a ajuns pe ultimul loc în clasament, iar Stan a părăsit Belgia în pauza de iarnă și s-a întors la Steaua. Aici a câștigat din nou campionatul României, dar a părăsit clubul în vara anului 1997 când a trecut la rivala locală FC Național. Doar două luni mai târziu, s-a mutat la AEL Limassol în Cipru.
Deși titular, sezonul lui Stan la Limassol nu a fost satisfăcător, echipa încheind la jumătatea clasamentului. În vara lui 1998 a părăsit clubul și a mers la Hapoel Petah Tikva din Israel. Un an mai târziu s-a mutat la clubul din divizia a doua Hapoel Tsafririm Holon, unde și-a încheiat cariera în 2000.

### Echipa națională
Stan a avut trei apariții la naționala României. A debutat pe 26 august 1992 într-un meci amical cu Mexic, intrând în locul lui Ovidiu Hanganu în minutul 74. A jucat ultimele două meciuri internaționale în februarie 1994, în două meciuri amicale împotriva Statelor Unite și Coreei de Sud.

## Cariera de antrenor
În 2002 și-a început cariera de antrenor, fiind secundul lui Anghel Iordănescu la echipele arabe Al Ain, Al Ittihad sau Al Shababi, dar și la echipa națională a României. Ca antrenor principal a debutat în 2003, la Al-Seeb, în Oman.
Cea mai mare realizare ca antrenor a fost înregistrată pe banca tehnică a echipei Victoria Brănești, pe care a promovat-o din Liga a III-a în Liga I, în doar două sezoane, între 2008-2010. În aprilie 2011 a demisionat de la conducerea grupării ilfovene din cauza problemelor financiare ale clubului. Echipa nu a mai reușit sa se mențină în primul eșalon după plecarea sa.
În august 2011 a fost numit antrenor principal la CS Mioveni, dar a renunțat la post la 30 septembrie în același an, când i s-a oferit poziția de antrenor principal la Steaua București..Steaua era pe locul 9 și cu șanse minime de a se califica în primăvara europeană. A reușit să califice echipa mai departe în Europa League și a avut și un parcus bun în campionat ajungând pe locul 3 cu șanse reale pentru câștigarea campionatului.  În 2012 Ilie Stan a fost numit antrenor principal la Concordia Chiajna, unde a stat până la finalul sezonului, când a semnat cu FC Vaslui. Înlocuit de la Vaslui la câteva etape după începutul campionatului, Stan a trecut în noiembrie 2013 la FC Brașov care l-a angajat pentru a evita retrogradarea. În ianuarie 2014 a fost demis și înlocuit de Cornel Țălnar.
Din 21 iunie 2015, a preluat clubul din prima divizie irakian Zakho FC. La începutul anului 2016 a venit la Farul Constanța, dar a părăsit clubul după câteva săptămâni. La începutul lunii iulie 2016, a semnat cu echipa qatareză Al-Shamal SC. La sfârșitul lunii decembrie 2016, a revenit în România, unde a devenit antrenor principal la ASA Târgu Mureș, în locul lui Dan Alexa. După șase puncte din opt meciuri, clubul amenințat cu retrogradarea l-a concediat. În august 2017, Stan a preluat funcția de antrenor secund la Foolad FC în Persic Gulf Pro League. Un an mai târziu a devenit și antrenor principal acolo pentru o scurtă perioadă. În 31 mai 2019, Stan a devenit antrenorul echipei SCM Gloria Buzău din liga a doua.
În 2021, a devenit antrenorul echipei FC Brașov, însă a fost demis după doar nouă etape.
A antrenat între 2022 și 2025 în Oman, Kuweit, Arabia Saudită și Emiratele Arabe Unite. În martie 2025, a revenit în România, la prim-divizionara Gloria Buzău.